# Rajd Olympia 1972
Rajd Olympia 1972 (1. Olympia Rallye) – 1 edycja rajdu samochodowego Rajd Olympia rozgrywanego w Niemczech. Rozgrywany był od 14 do 19 sierpnia 1972 roku. Była to czternasta runda Rajdowych Mistrzostw Europy w roku 1972.

## Klasyfikacja rajdu
| Miejsce                      | Kierowca                     | Pilot                        | Samochód                     | Czas                         | Strata                       |                              |
| Klasyfikacja generalna i ERC | Klasyfikacja generalna i ERC | Klasyfikacja generalna i ERC | Klasyfikacja generalna i ERC | Klasyfikacja generalna i ERC | Klasyfikacja generalna i ERC | Klasyfikacja generalna i ERC |
| ---------------------------- | ---------------------------- | ---------------------------- | ---------------------------- | ---------------------------- | ---------------------------- | ---------------------------- |
| 1.                           | Jean-Pierre Nicolas          | Jean Todt                    | Alpine-Renault A110 1800     | 6:34:08.6                    | 0.0                          |                              |
| 2.                           | Anders Kulläng               | Donald Karlsson              | Opel Ascona 1.9 SR           | 6:53:06.5                    | +18:57.9                     |                              |
| 3.                           | Jean Ragnotti                | Jean-Pierre Rouget           | Opel Ascona 1.9              | 7:01:34.0                    | +27:25.4                     |                              |
| 4.                           | Reinhard Hainbach            | Wulf Biebinger               | BMW 2002 Ti                  | 7:03:30.5                    | +29:21.9                     |                              |
| 5.                           | Gerd Behret                  | Willi-Peter Pitz             | Porsche 911 S                | 7:06:48.5                    | +32:39.9                     |                              |
| 6.                           | Detlef Mühleck               | Siegfried Zepfel             | Porsche 911 S                | 7:07:15.3                    | +33:06.7                     |                              |
| 7.                           | Sylvia Österberg             | Inga-Lill Edenring           | Opel Ascona 1.9 SR           | 7:11:30.0                    | +37:21.4                     |                              |
| 8.                           | Rainer Zweibäumer            | Günther Schons               | BMW 1602                     | 7:12:44.0                    | +38:35.4                     |                              |
| 9.                           | Henri Greder                 | Christian Delferier          | Opel Ascona A 1900           | 7:13:07.1                    | +38:58.5                     |                              |
| 10.                          | Lars Carlsson                | Egil Moreite                 | Opel Ascona 1.9 SR           | 7:13:26.9                    | +39:18.3                     |                              |